# Будинок Полтавської Земської бібліотеки
Будино́к Зе́мської бібліоте́ки — будинок, споруджений у 1901 році в місті Полтава. Розташований на вулиці Пушкіна 18/24. Зараз тут розмістили Державний архів Полтавської області.

## Історія

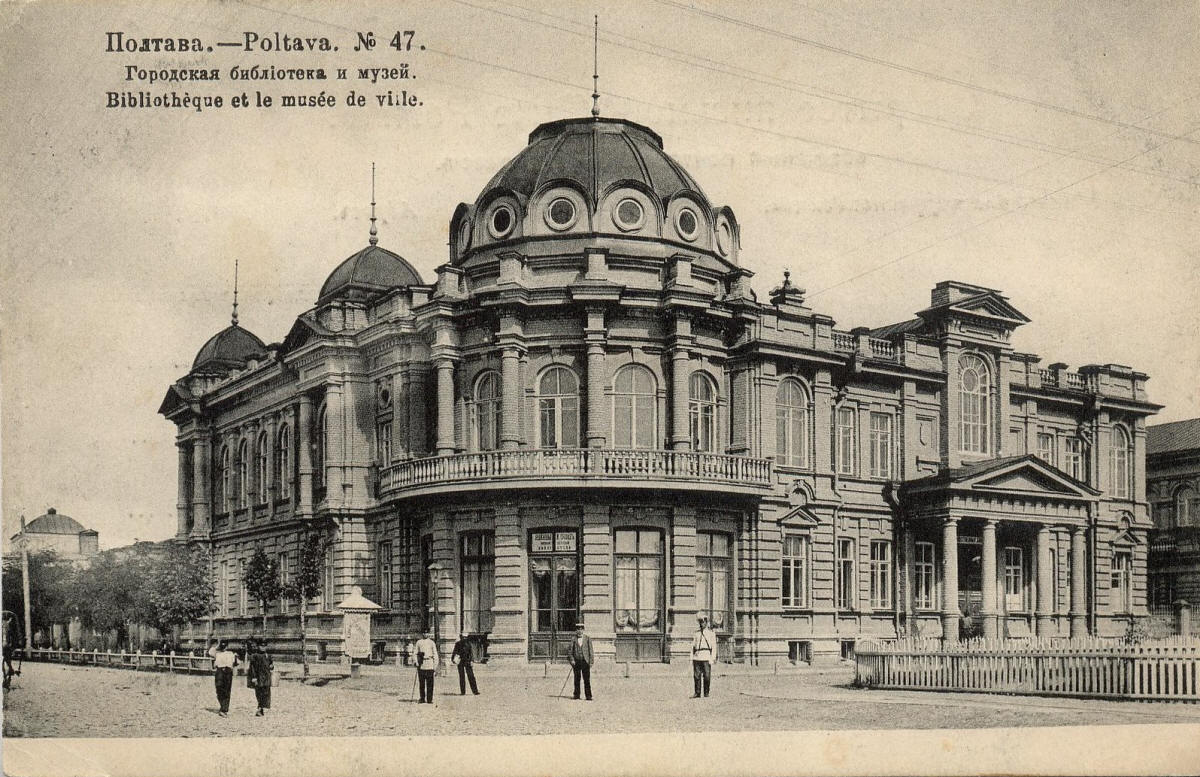
Будинок Полтавської Земської бібліотеки. Фото поч. XX ст.

Будинок Земської бібліотеки споруджений у стилі модерн у 1901 році за проектом архітектора Андрія Олександровича Зінов'єва для земської бібліотеки та громадського книжкового складу.
Мурований, двоповерховий, Г-подібний у плані, що визначено розміщенням на розі сучасних вулиць Гоголя і вулиці Пушкіна. Вхід з боку вулиці Гоголя було оформлено чотириколонним доричним портиком. Простінки 2-го поверху оздоблено пілястрами, вікна кутових розкреповок вирішено у вигляді порталів з доричними трьохчвертними колонами. Стіни завершено розвинутим карнизом з балюстрадою. Півциркульної форми кутова частина завершувалася гранчастим куполом з отворами-люкарнами. Тут же на рівні 2-го поверху влаштовано балкон з огорожею у вигляді балюстради, який спирається на колони доричного ордера.
У 1943 році будинок був зруйнований. У 1954 році під час відбудови розібрано портик з боку вулиці Гоголя, змінено форму купола.
З 1959 року у будинку розміщується Державний архів Полтавської області.